# El Cristo de los Faroles
El Cristo de los Faroles es una película española de 1958 protagonizada por el cantante Antonio Molina, entre el reparto también se encuentra Rafaela Aparicio (Goya de Honor)

## Sinopsis
Antonio Reyes conoce en la Plaza del Cristo de los Faroles a Soledad, una cordobesa, a la que Antonio quiere sumar a su lista de conquistas . Varias son las veces que el cantante lo intenta, pero no le hace caso y a pesar de los trucos que emplea para conquistarla, Soledad no se deja influir por las acciones de Antonio.